# Wortel (Hoogstraten)

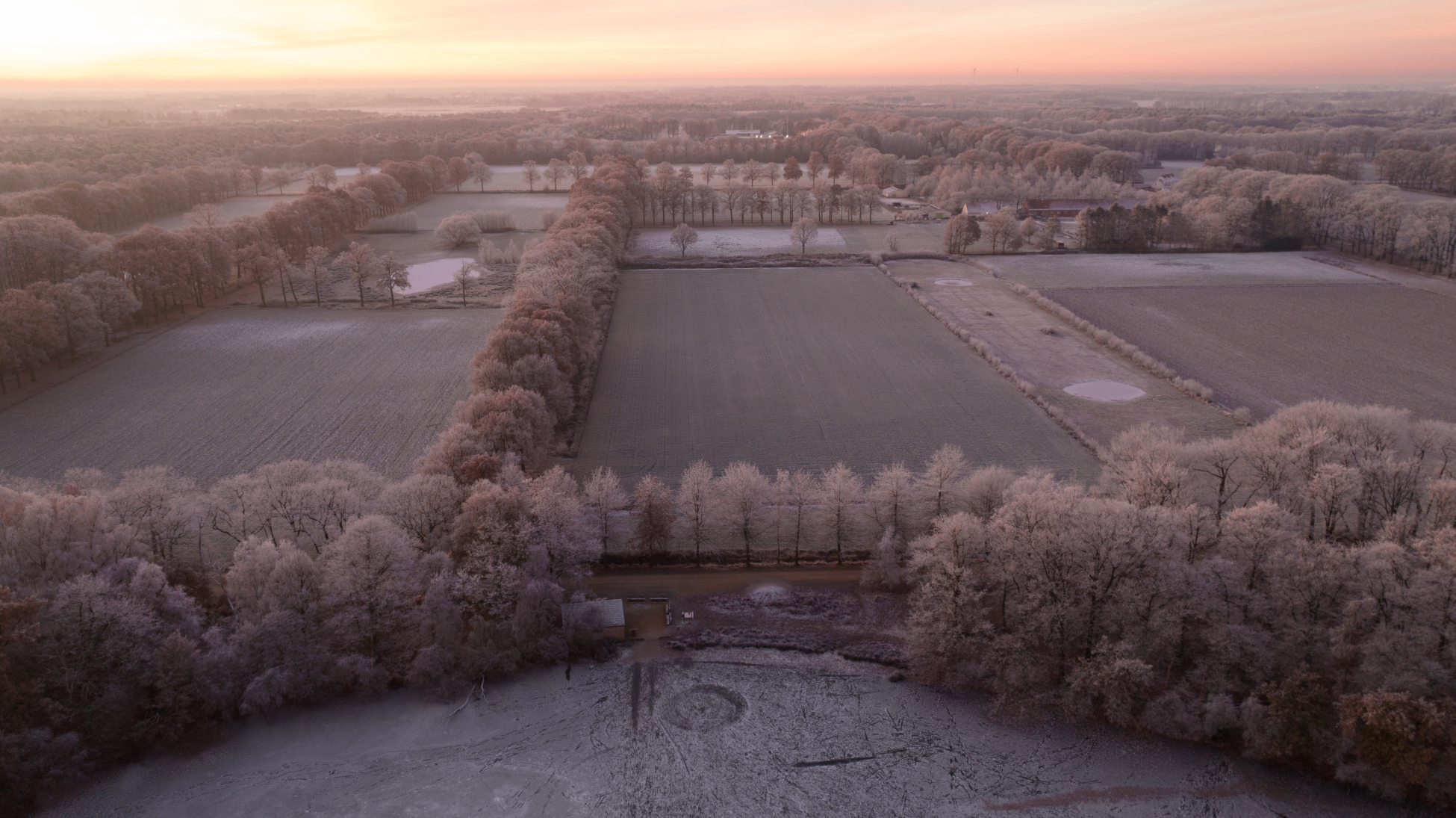
Wortel-Kolonie (Wortel)

Wortel ist ein Dorf in der belgischen Provinz Antwerpen und eine Teilgemeinde der Stadt Hoogstraten. Wortel war bis zur kommunalen Neuordnung im Jahr 1977 eine eigenständige Gemeinde. Wortel hatte 2021 1.846 Einwohner.

## Etymologie
Für den Ortsnamen Wortel (deutsch: Wurzel) gibt es zwei mögliche Erklärungen:
Eine erste Erklärung besagt, dass der Name sich von den germanischen Wörtern wurti (Kraut) und lauha (Hain auf hohem Sandboden) ableiten soll.
Die zweite Variante besagt, der Name käme von wurt oder wort, was auf Plattdeutsch „Hochufer eines Wasserlaufs“ bedeutet. Der Teil -el wäre eine abgestumpfte Form von -lo, was Wald bedeutet.
Wald am Hochufer.

## Lage
Wortel liegt im Noorderkempen auf einer Höhe von 19–25 Metern, am Oberlauf der Mark, die flussaufwärts seinen mäandrierenden Verlauf beibehalten hat. Es grenzt an Castelré (Norden), Hoogstraten (Westen), Rijkevorsel (Süden) und Merksplas (Osten).

## Geschichte
Die Gegend um Wortel war bereits in prähistorischer Zeit besiedelt. Wortel wurde erstmals 1155 als Wurtelam erwähnt. Wortel trennte sich möglicherweise zwischen dem 9. und 12. Jahrhundert von Rijkevorsel. Wortel war bereits im Jahr 1195 eine eigenständige Pfarrei. Um 1300 war von einem Herrn von Wortel und Hoogstraten die Rede, und seitdem war Wortel eng mit dem Land Hoogstraten verbunden. Von 1740 bis 1794 war Wortel in Personalunion mit den Herzögen von Hoogstraten verbunden. Wortel wurde daraufhin eine eigenständige Gemeinde.
Wortel blieb ein dünn besiedeltes Bauerndorf. Erst Ende des 18. Jahrhunderts wurden von der österreichischen Regierung Wiederaufforstungsverordnungen erlassen und die Ödlande wurden nach und nach bewaldet.
Seit 1822 befand sich dort eine Internierungskolonie für Vagabunden, die Wortel-Kolonie. Diese wurde 1993 in eine Justizvollzugsanstalt umgewandelt. Seit 2010 ist die PI Tilburg eine Außenstelle der belgischen Strafanstalt Wortel.
Wortel wurde am 1. Januar 1977 eine Teilgemeinde der fusionierten Gemeinde Hoogstraten.

## Sehenswürdigkeiten
Die Kolonie Wortel, mit landwirtschaftlichen Flächen und Wäldern, ist seit 1999 Landschaftsschutzgebiet und seit 2021 UNESCO-Welterbe für Kulturlandschaften.
St. Johannes-Baptist-Kirche